# John Heron
John Heron (nacido 1928) es un pionero en la creación de un método de investigación participativa en las ciencias sociales, llamado investigación co-operativa. Este se basa en su trabajo en 1968-69 en la fenomenología de encuentro social, y ha sido aplicado por practicantes en muchos campos de desarrollo profesional y personal. Personalmente, Heron está comprometido al proceso de investigación co-operativa en cualquier campo donde sea aplicado, como forma básica de práctica espiritual relacional y participativa. 
Heron fue el fundador y director del Proyecto de Investigación del Potencial Humano, Universidad de Surrey de 1970 a 1977, el primer centro universitario para psicología humanística y transpersonal  y educación en Europa. Fue Director Asistente del Federación de Posgrados Médicos Británica en la Universidad de Londres de 1977 a 1985, a cargo de un programa innovador de desarrollo personal y profesional para doctores de hospital y doctores de familia, incluyendo la investigación co-operativa a la medicina de persona entera. Esto llevó a la formación de la Asociación Médica Holística Británica. Fue el director del Centro Internacional para Co-Investigación operativa en Volterra, Toscana, Italia, de 1990 a 2000, donde se desarrollaron formas radicales de investigación espiritual. Es codirector del Centro para Investigación Humana del Pacífico Sur en Auckland, Nueva Zelanda de 2000 al presente, enfocado en investigaciones co-operativas de largo plazo sobre espirituales carismáticas y relacionales.
Heron es facilitador y entrenador en los campos de co-counseling, investigación cooperativa y búsqueda de paradigmas nuevos, desarrollo educativo y de personal, facilitación de grupo y habilidades interactivas, desarrollo de administración, desarrollo personal y transpersonal, desarrollo profesional en medicina, psychotherapy y las profesiones de ayudar. Es también un investigador y autor.
Heron fue facilitador de grupo en programas de televisión del Reino Unido en los siguientes temas: tensión médica (ITV, 1981), racismo (BBC2, 1985), #sida (Canal 4, 1987), Salman Rushdie es El Satanic Versos (BBC2, 1990), divorcio (BBC2, 1991), padres y adolescentes (BBC1, 1994).
Uno de los fundadores en el Reino Unido de cada del siguiente: Asociación de Practicantes de Psicología Humanística, Co-aconsejando Internacionales, Instituto para el Desarrollo de Potencial Humano, Grupo de Búsqueda de Paradigma Nuevo, Consejo de Búsqueda para Medicina Complementaria.

## Libros
- Sentimiento y Personhood: Psicología en Otra Llave (Londres, Salvia, 1992)
- Co-Investigación operativa: Búsqueda a la Condición Humana (Londres, Salvia, 1996)
- Ciencia sagrada: Persona-Investigación centrada al Espiritual y el Sutil (Ross-encima-Wye, PCCS Libros, 1998)
- El Completo Facilitator  Manual (Londres, Kogan Página, 1999).
- Ayudando el Cliente: Una Guía Práctica Creativa quinta edición (Londres, Saqe, 2001)
- Espiritualidad participativa: Una Despedida a Religión Autoritaria (Nueva Zelanda, Lulu Prensa, 2007)